# Uskela å
Uskela å är ett vattendrag i Finland. Det ligger i den södra delen av landet, 100 km väster om huvudstaden Helsingfors.